# Кимори, Тосиюки
Тосиюки Кимори (яп. 木森 敏之 Кимори Тосиюки, 24 августа 1947 года, пров. Саппоро, Хоккайдо — 11 апреля 1988 года) — японский композитор, создававший музыку к фильмам и телесериалам.

## Работы в фильмах и аниме
- Arcadia of My Youth
- Captain
- Captain (Special)
- Dirty Pair
- Iga no Kabamaru
- Super Mario Bros. : Peach-Hime Kyushutsu Dai Sakusen!
- Albator 84
- Golgo 13
- Ginga: Nagareboshi Gin
- Поднять Титаник
- Закусочная на колёсах
- Игра смерти